# Great Courts
 (avril 2025).
Si vous disposez d'ouvrages ou d'articles de référence ou si vous connaissez des sites web de qualité traitant du thème abordé ici, merci de compléter l'article en donnant les références utiles à sa vérifiabilité et en les liant à la section « Notes et références ».
Great Courts est un jeu vidéo de tennis développé par Blue Byte et édité par Ubisoft en 1989. Il est également connu sous le nom de Pro Tennis Tour et de Jimmy Connors Pro Tennis Tour.
Il est développé sur les ordinateurs 16 bits Amiga, Atari ST et sur compatibles PC (MS-DOS). Il est considéré à sa sortie comme l'une des premières « véritables » simulations du genre. Ce premier hit de la société, Tilt d'or de la « meilleure simulation sportive » de l'année 1989, fut adapté sur les ordinateurs 8 bits Amstrad CPC, Commodore 64, ZX Spectrum, la console 16 bits Super Nintendo et la console portable Lynx. 
Il a donné suite à Great Courts 2 en 1991 sur Amiga, ST et PC, qui propose un mode quatre joueurs, et à Yannick Noah Great Courts 3 en 1998 sur PC (Windows), qui est une incarnation de la série en 3D.